# گادزهیل
گادزهیل (به انگلیسی: Godshill) یک روستا و محله مدنی در بریتانیا است که در جزیره وایت واقع شده‌است. گادزهیل ۱۹٫۷۹۳۰ کیلومتر مربع مساحت و ۱٬۴۵۹ نفر جمعیت دارد.